# Řády, vyznamenání a medaile Kypru

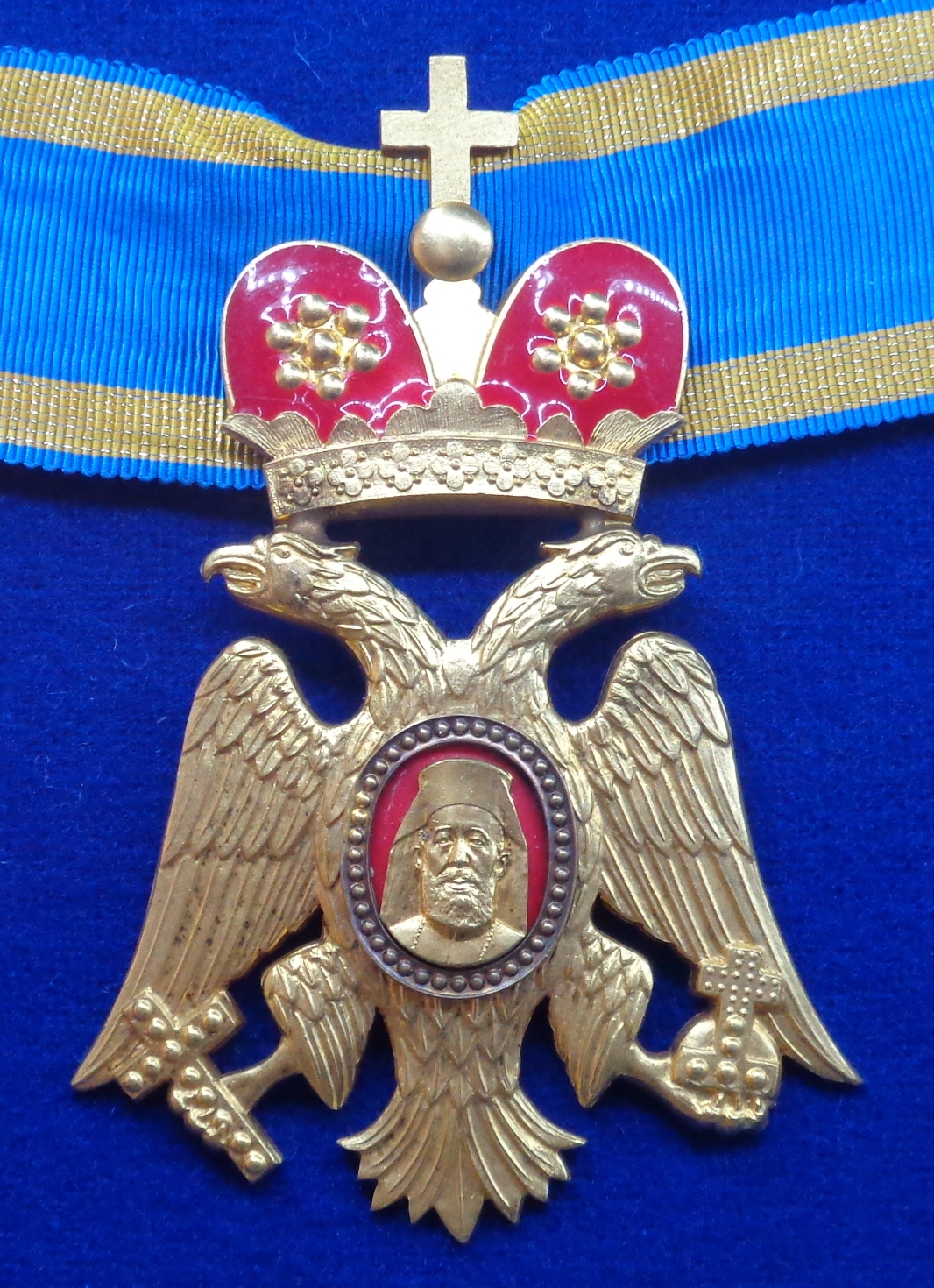
Řád Makaria III.

Základ systému státních vyznamenání Kypru tvoří dva řády, z nichž každý je udílen v několika třídách. Kyperská státní vyznamenání jsou udílena kyperským prezidentem.

## Řády
- Řád Makaria III. byl založen roku 1991. Udílen je v šesti třídách zahraničním hlavám států, významným osobám a za významné zásluhy pro Kyperskou republiku.
- Řád za zásluhy Kyperské republiky byl založen roku 1960. Udílen je jednotlivcům za jejich úspěchy v různých činnostech s prospěchem pro Kyperskou republiku.[2]

## Medaile
- Medaile za altruismus a obětavost (Μετάλλιο «Αλτρουϊσμού και Αυτοθυσίας») je udílena lidem za nasazení života při záchraně jiných.
- Medaile obránce svobody a demokracie (Μετάλλιο «Προασπιστής της Ελευθερίας και της Δημοκρατίας») byla udělena padlým kyperským Řekům, důstojníkům, poddůstojníkům i řadovým vojákům, kteří padli během turecké invaze v roce 1974.
- Medaile Zenóna z Kitia (Μετάλλιο «Ζηνων ο Κιτιευς») je udílena institucím za jejich dlouhodobý a nedocenitelný přínos pro kyperskou společnost, především v oblasti humanitní a vědecké.
- Medaile za mimořádný přínos (Μετάλλιο «Εξαίρετης Προσφοράς») je udílena občanům Kypru za služby státu.